# 聖伊薩貝 (拉潘帕省)
36°15′S 66°56′W / 36.250°S 66.933°W
聖伊薩貝（西班牙語：Santa Isabel），是阿根廷的城鎮，位於該國中部拉潘帕省，是查利略縣的首府，距離布宜諾斯艾利斯980公里和聖羅莎300公里，始建於1904年11月17日，面積8,050平方公里，海拔高度306米，2010年人口2,526。